# Henry Wilfred Brolemann
Henry Wilfred Brolemann (10 juli 1860 – 31 juli 1933) was een Franse myriapodoloog en voormalig president van de Société entomologique de France, bekend om zijn werk over duizendpoten en miljoenpoten, waarvan hij 500 soorten benoemde.
Brolemann werd geboren op 10 juli 1860 in Parijs, in een rijke familie van Israëlitische industriëlen en bankiers die zich al lang tot het protestantisme hadden bekeerd. Hij studeerde af aan de Universiteit van Parijs en zat al vroeg in het bankwezen. Daarna vertrok hij om zijn studie voort te zetten in de Verenigde Staten, waaronder aan de Universiteit van Indiana, en studeerde daarna in Italië voordat hij terugkeerde naar Frankrijk, en een van 's werelds experts werd in duizendpotigen.
Brolemann sprak vloeiend Engels, Duits en Italiaans en schreef in het Spaans en Portugees.